# Joan Surroca i Viñeta
Joan Surroca i Viñeta (Amer, 26 de juny de 1851 – Badalona, 24 de febrer de 1928) va ser un farmacèutic català, fundador de la Farmàcia Surroca de Badalona. Va assolir molt de prestigi per la creació de diversos fàrmacs i específics.
Va néixer en una família de classe mitjana dedicada al comerç de grans i a la venda al detall de tabac. Va estudiar al Seminari de Girona, però quan va esclatar la Revolució de 1868, el nou règim va tancar tots els centres religiosos, i Surroca va decidir anar a Barcelona a estudiar Farmàcia i es va instal·lar a casa d'uns oncles que vivien a Badalona. Es va llicenciar el 30 de juny de 1877 a la Universitat de Barcelona, mentre va cursar la carrera havia practicat a la farmàcia de l'Hospital de la Santa Creu. L'any següent va obrir una oficina de farmàcia al carrer de Mar, 57, de Badalona, que va traslladar el 12 d'abril de 1881 al número 46 del mateix carrer. Destacà per les seves innovaciones, entre d'altres la instal·lació de la primera màquina de fer gel el 1884, que en aquell moment es considerava ja un element d'higiene bàsic per alleugerir contusions i malalties.
Fou un notable investigador i creador de diversos específics farmacèutics, que va poder comercialitzar. Destaca especialment l'Antidiabetis Surroca, un fàrmac per combatre la diabetis que es prenia de forma oral, però que va quedar obsolet quan es va descobrir la funció del pàncrees i la insulina. Tanmateix, durant quaranta any es va aplicar amb èxit a Europa i Amèrica, pel que va assolir molt de prestigi. A l'Exposició Universal de Barcelona de 1888 va aconseguir la medalla d'or amb preparats com el Jarabe de fosfato de cal gelationoso, un reforç de calç, el Jarabe de rábanos ioadado, per al tractament del goll, i l'Albumina restauradora, reconstituent fet amb clara d'ou patentada el 1899, a més del Vino de Peptona Pépsina, un digestiu. Va aconseguir una altra medalla d'or a Nàpols i el 1890 fou nomenat membre de la Societé Scientifique Europénne de Brussel·les. També fabricava altres medicaments molt apreciats en aquell moment com l'Aigua de Roses, que servia contra les inflamacions de nas, llavis i ulls, o l'Aigua Naf, destil·lat de la flor de tarongina pel marig, o el Jarabe de las cinco raíces, que era un aperitiu.
Va estar implicat sempre a la vida social de Badalona, contribuint econòmicament amb les celebracions locals o en funcions administratives. L'abril de 1885 va ser nomenat fiscal suplent del Jutjat Municipal i el 1887 n'esdevenia jutge municipal, càrrec que va ocupar fins a 1891. Entre les seves funcions hi havia l'aixecament d'actes dels esdeveniments i incidents locals, el manteniment i control del registre civil i el cens electoral. En l'àmbit personal, es va casar l'1 d'abril de 1886 amb Carme Caritg i Argemí, filla de l'exalcalde Josep Caritg i Arnó, en una cerimònia celebrada a la capella de l'Asil de Sant Andreu, amb uns padrins d'esment, com foren Evarist Arnús i Francesc d'Assís Guixeras, en representació d'Antoni Ferratges.
Va morir a Badalona el 17 de febrer de 1928 als 77 anys. El succeí a la farmàcia el seu fill Joan Surroca i Caritg.